# Kąty Wrocławskie
Kąty Wrocławskie (udtale: [ˈkɔntɨ vrɔˈt͡swafskʲɛ]; tysk: Kanth) er en by i den østlige centrale del af Voivodskabet Nedre Schlesien i det sydvestlige Polen. Byen har 7.176(2021) indbyggere og et areal på 6,35 km². Den er en del af powiatet (amt) Wrocław.
Byen ligger cirka 22 km sydvest for den regionale hovedstad Wrocław. Floden Bystrzyca, en biflod til Oder, løber langs østsiden af byen.

## Historie
I den tidlige middelalder var området Kąty Wrocławskie ligger i, beboet af Ślężanere, en af de polske stammer, som blev en del af den polske stat efter dens oprettelse i det 10. århundrede. Den polske bebyggelse med en trækirke eksisterede formentlig allerede i 1101, som nævnt i senere århundreder. Som et resultat af det 12. århundredes fragmentering af Polen var det en del af forskellige polske hertugdømmer Niederschlesien, hvor det første var Hertugdømmet Schlesien . Et slot eksisterede allerede i 1293, og forblev i besiddelse af det polske Piast-dynastiet indtil 1474.
Byen blev grundlagt i 1297 af Bolko 1. den Strenge under Neumarkter Recht/Prawo średzkie-loven. I 1298 viser optegnelser, at en by ved navn Kant allerede var etableret.
I de første år af sin eksistens blev Kąty Wrocławskie styret af det polske hertugerne af Wrocław, og det var først indtil senere, at byen blev fuldt suveræn. I 1310 blev byen et bemærkelsesværdigt handelscentrum i regionen. Byens succes blev hjulpet af eksistensen af et nærliggende vadested i floden Bystrzyca. I 1322 blev byen foræret til datteren af Henrik 6. den Gode, som giftede sig med Konrad 1. af Oleśnica. Fra 1329 tilhørte byen Hertugdømmet Jawor-Świdnica, senere under kontrol af Hertugdømmet Ziębice. I 1339 solgte hertugen Bolko 2. den Lille byen til Konrad 2. den Grå. I 1419 gav Konrad 4. den ældre, i bytte for et lån, byen til biskoppen af Wrocław. Fordi lånet aldrig blev betalt tilbage, blev Kąty Wrocławskie ejendom af det Bispedømmet Wrocław.
I midten af det 15. århundrede invaderede husitter og ødelagde delvist byen og dens mure. Senere i det 15. århundrede blev byen alvorligt beskadiget af en brand. Under Trediveårskrigen blev byen plyndret adskillige gange af forskellige hære, herunder det svenske i 1632 og østrigere i 1633. Indtil 1810 forblev byen under Wrocławs bispedømmes overherredømme. I 1843 blev en jernbaneforbindelse med Wrocław åbnet, den næstældste i Schlesien.